# Maria Abrahamsson
Maria Elisabeth Abrahamsson, född Karlsson 21 juli 1963 i Kalmar, är en svensk jurist, journalist och politiker (moderat). Hon var ordinarie riksdagsledamot 2010–2018, invald för Stockholms kommuns valkrets.

## Biografi
Maria Abrahamsson är uppvuxen i Kalmar. Hon är gift med Olle Abrahamsson, tidigare rättschef på justitiedepartementet.
Abrahamsson är utbildad vid Stockholms universitet. Hon påbörjade sina studier där 1986, då hon läste två fristående kurser i socialantropologi respektive sociologi. I januari 1987 började hon studera juristprogrammet vid Juridicum, Stockholm. Hon avlade juristexamen (LL.M.) hösten 1991. Under programmet läste hon specialiseringskurser i IT-rätt, medierätt och kriminologi. Hon skrev sitt examensarbete inom det straffrättsliga området. Efter studierna anställdes hon 1992 som brevsvarare åt justitieminister Gun Hellsvik och avancerade senare till att skriva utkast till Hellsviks debattartiklar och tal. Från 1994 till 1999 var hon anställd som jurist på Moderaternas riksdagskansli. Mellan 1999 och 2009 var hon ledarskribent på Svenska Dagbladet. Hon slutade som ledarskribent 2009 för att kandidera i riksdagsvalet 2010, och i februari 2010 placerades hon som fyra på Moderaternas lista i Stockholms kommuns valkrets.

### Riksdagsledamot
Abrahamsson var riksdagsledamot 2010–2018. I riksdagen var hon ledamot i civilutskottet 2010–2011, skatteutskottet 2011–2014 (därefter suppleant i utskottet till 2018) och konstitutionsutskottet 2014–2017. Hon var även suppleant i EU-nämnden och socialförsäkringsutskottet. Hon var ledamot i Domarnämnden 2011–2015.
Hon drev bland annat frågan om redovisning av partibidrag.

### Politiska åsikter
I Svenska Dagbladet har Abrahamsson bland annat profilerat sig som en stark kritiker av feminism (speciellt teorin om könsmaktsordning) såsom radikalfeminismen och statsfeminismen, och deltar ofta i debatter. Bland annat deltog hon ofta tillsammans med Göran Hägg och Stig Malm i nyhetspanelen på fredagar i Sveriges Televisions Gomorron Sverige.[källa behövs]
Abrahamsson kritiserade FRA-lagen som journalist men ändå meddelade hon 2011 på sin webbplats att hon skulle rösta för datalagringsdirektivet, vilket hon fick kritik för.[källa behövs]

## Utmärkelser
- 2005 - Advokatsamfundets journalistpris
- 2009 - Gunnar Heckschers stipendium för reformvänlig konservatism